# Deroy Duarte
Deroy Duarte (Rotterdam, 4 juli 1999) is een voetballer die als middenvelder voor Fortuna Sittard en het nationaal elftal van Kaapverdië speelt. Hij is de jongere broer van Laros Duarte.

## Carrière

### Sparta Rotterdam
Deroy Duarte speelde in de jeugd van Sparta AV en Sparta Rotterdam. Bij de herinvoering van de Tweede divisie, kwam Jong Sparta Rotterdam in de Nederlandse voetbalpiramide terecht, waar Duarte regelmatig speelde. In het seizoen 2016/17 zat hij enkele wedstrijden op de bank bij het eerste elftal van Sparta, maar kwam hier niet in actie. Hij debuteerde voor Sparta Rotterdam in het seizoen 2017/18, in de met 3-0 verloren uitwedstrijd tegen VVV-Venlo. Hij kwam in de 81e minuut in het veld voor Stijn Spierings. Dat seizoen degradeerde hij met Sparta naar de Eerste Divisie. Hij werd vervolgens tweede in die competitie en via de play-offs om promotie dwong het aan het einde van het seizoen promotie naar de Eredivisie af door overwinningen in tweeluiken op TOP Oss en De Graafschap. Het seizoen erop was hij vooral wissel, achter onder meer broer Laros Duarte. In zijn vijfde en laatste seizoen was Duarte wel basisspeler. In de zomer van 2021 liep zijn contract bij Sparta, waar hij 115 wedstrijden (negen goals) af.

### Fortuna Sittard
Duarte tekende op 12 augustus 2021 een driejarig contract bij Fortuna Sittard, dat hem transfervrij overnam van Sparta Rotterdam. Twee dagen later maakte hij zijn debuut in de seizoensopener tegen FC Twente (2-1 winst). Op 26 februari 2022 maakte hij tegen SC Cambuur zijn eerste goal voor de club. 

## Clubstatistieken

#### Beloften
| Seizoen                   | Club                  | Competitie      | Totaal | Totaal |
| Seizoen                   | Club                  | Competitie      | Wed.   | Dlp.   |
| ------------------------- | --------------------- | --------------- | ------ | ------ |
| 2016/17                   | Jong Sparta Rotterdam | Tweede divisie  | 30     | 12     |
| 2017/18                   | Jong Sparta Rotterdam | Tweede divisie  | 2      | 1      |
| Totaal beloften           | Totaal beloften       | Totaal beloften | 32     | 13     |
| Bijgewerkt op 3 juni 2019 |                       |                 |        |        |

#### Senioren
| Seizoen                     | Club             | Competitie     | Competitie | Competitie | Beker | Beker | Play-offs | Play-offs | Totaal | Totaal |
| Seizoen                     | Club             | Competitie     | Wed.       | Dlp.       | Wed.  | Dlp.  | Wed.      | Dlp.      | Wed.   | Dlp.   |
| --------------------------- | ---------------- | -------------- | ---------- | ---------- | ----- | ----- | --------- | --------- | ------ | ------ |
| 2016/17                     | Sparta Rotterdam | Eredivisie     | 0          | 0          | 0     | 0     | —         | —         | 0      | 0      |
| 2017/18                     | Sparta Rotterdam | Eredivisie     | 25         | 3          | 1     | 0     | 4         | 1         | 30     | 4      |
| 2018/19                     | Sparta Rotterdam | Eerste divisie | 34         | 5          | 0     | 0     | 4         | 0         | 38     | 5      |
| 2019/20                     | Sparta Rotterdam | Eredivisie     | 14         | 0          | 2     | 0     | —         | —         | 16     | 0      |
| 2020/21                     | Sparta Rotterdam | Eredivisie     | 29         | 4          | 1     | 0     | 1         | 0         | 31     | 4      |
| 2021/22                     | Fortuna Sittard  | Eredivisie     | 33         | 1          | 1     | 0     | 0         | 0         | 34     | 1      |
| 2022/23                     | Fortuna Sittard  | Eredivisie     | 26         | 1          | 0     | 0     | 0         | 0         | 26     | 1      |
| 2023/24                     | Fortuna Sittard  | Eredivisie     | 21         | 2          | 3     | 0     | 0         | 0         | 24     | 2      |
| Carrièretotaal              | Carrièretotaal   | Carrièretotaal | 182        | 16         | 8     | 0     | 9         | 1         | 199    | 17     |
| Bijgewerkt op 11 maart 2024 |                  |                |            |            |       |       |           |           |        |        |

1 Koopmans ·
4 Adewoye ·
5 Grujčić ·
6 Van Ottele ·
7 Peterson ·
8 Dahlhaus ·
9 Sierhuis ·
10 Halilović ·
11 Aïko ·
12 Pinto  ·
14 Guth ·
17 Demir ·
19 Radulović ·
20 Michut ·
22 Bastien ·
23 Da Cruz ·
24 Sinkgraven ·
25 Martens ·
27 Hermsen ·
28 Mitrović ·
29 Et Taïbi ·
30 Johnson ·
31 Branderhorst ·
32 Rosier ·
33 Bullaude ·
35 Dijks ·
37 Bisschops ·
38 Schenkhuizen ·
39 Korkmazyürek ·
71 Bayram ·
77 Tunjić ·
80 Fosso ·
Coach: Buijs
· Assistent-trainer: Boessen
· Assistent-trainer: Poldervaart
· Keeperstrainer: Creemers